# Maxime Tissot
Pour le footballeur, voir Maxim Tissot.
Pour les articles homonymes, voir Tissot.
Maxime Tissot, né le 2 octobre 1986 à Sallanches, est un skieur alpin français, spécialiste du slalom. Licencié au club de Megève, il mesure 1,84 m et participe aux Jeux olympiques d'hiver de 2010.

## Palmarès

### Jeux olympiques
| Épreuve / Édition | Vancouver 2010 |
| Slalom            | 16e            |

### Championnats du monde
| Épreuve / Édition | Garmisch Partenkirchen 2011 |
| Slalom            | Abandon                     |

### Coupe du monde
- Meilleur classement général : 82e en 2011.
- Meilleur résultat : 11e.

### Championnats de France

#### Elite
- Vice-Champion de France de Slalom en 2010
- 3ème aux championnats de France de Slalom en 2014

#### Jeunes
Champion de France Junior de descente et de slalom en 2006